# PEST分析
PEST分析 (PESTぶんせき、英: PEST analysis)とは、政治的 (Political)、経済的 (Economic)、社会文化的 (Socio-cultural)、技術的 (Technological)の頭文字を取ったもので、経営戦略論における環境スキャニングで使用されるマクロ環境要因のフレームワークのこと。これは、戦略的分析または市場調査を行う際の外部分析の一部であり、考慮すべきさまざまなマクロ環境要因の概要を示す。これは、市場の成長または衰退、事業のポジショニング、可能性と方向性を理解するための戦略的ツールである。
PESTフレームワークには以下の変種がある。
- PESTELまたはPESTLEは、法的要因と環境要因を追加[1]。
- SLEPT、法的要因を追加。
- STEPE、生態学的要因を追加[2]。
- STEEPLEおよびSTEEPLEDは、倫理的要因および人口統計学的要因を追加（場合によってはPESTLEEとも書かれる）[3]。
- DESTEP、人口統計学的要因および生態学的要因を追加。
- SPELIT、2000年代半ば以降、米国で人気のある法的要因および異文化的要因を追加[4]。
- PMESII-PTは、政治的、軍事的、経済的、社会的、情報、インフラストラクチャ、物理的環境、および軍事的文脈における時間的側面を調べる環境分析の形式である[5]。

社会文化的、技術的、経済的、生態学的、および規制上の要因を考慮するが、政治的要因を含まないSTEERもある。 

## 組成
基本的なPEST分析には、次の4つの要因が含まれる。
- 政治的要因(P)は、政府が経済にどのように介入するかに関係する。具体的には、政治的要因には、税制、労働法、環境法、貿易制限、関税、政治的安定などの分野がある。政治的要因には、政府が提供または提供することを目的とする商品およびサービス（価値材）および政府が提供したくない商品およびサービス（負の価値財）も含まれる場合がある。さらに、政府は国の健康、教育、インフラに大きな影響を与える。
- 経済的要因(E)には、経済成長、為替レート、インフレ率、および金利が含まれる。これらの要因は、企業の運営方法と意思決定に大きく影響する。たとえば、金利は企業の資本コストに影響を与えるため、企業がどの程度成長、拡大するかに影響する。為替レートは、経済における商品の輸出コストと輸入品の供給と価格に影響を与える。
- 社会的要因(S)には、文化的側面と健康意識、人口増加率、年齢分布、キャリア態度、安全性の重視が含まれる。社会的要因の高い傾向は、企業の製品に対する需要とその企業の運営方法に影響を与える。たとえば、人口の高齢化は、労働力が少なく、意欲が低いことを意味する（したがって、労働コストが増加する）。さらに、企業はこれに起因する社会的傾向に対応して、さまざまな管理戦略を変更する可能性がある（高齢者の採用など）。
- 技術的要因(T)には、 研究開発活動、自動化、技術的インセンティブ、技術的変化の速度などの技術的側面が含まれる。これらは、参入障壁、最小効率の生産レベルを決定し、アウトソーシングの決定に影響を与える可能性がある。さらに、技術的変化はコストや品質に影響を与え、イノベーションにつながる。

分析をPESTLEまたはPESTELに拡張すると、次のものが追加される。
- 法的要因(L)には、差別法、消費者法、独占禁止法、雇用法、安全衛生法が含まれる。これらの要因は、企業の運営方法、コスト、および製品の需要に影響を与える。
- 環境要因(E)には、天候、気候、気候変動などの生態学的および環境的側面が含まれ、特に観光、農業、保険などの産業に影響を与える。さらに、気候変動の潜在的な影響に対する認識の高まりは、企業の運営方法と提供する製品に影響を及ぼしており、新しい市場を創出し、既存の市場を縮小または破壊する。

その他の要因は次の通り:
- 人口統計学的要因(D)には、性別、年齢、民族性、言語の知識、障害、移動性、住宅所有権、雇用状況、宗教的信念、慣習、文化と伝統、生活水準と収入レベルが含まれる。
- 規制要因(R)には、議会の行為および関連する規制、国際および国内基準、地方自治体の条例、およびこれらの遵守を監視および保証するメカニズムが含まれる。

## 要因の重要性
モデルの要素は、その業界とそれが生産する商品に基づいて、特定の企業にとって重要性が異なる。たとえば、B2C企業やB2B企業は社会的要因の影響をより受けやすく、防衛請負業者は政治的要因の影響をより受けやすい。さらに、企業にとって、将来変更される可能性が高い、より関連性のある要因は、より重要となる。たとえば、多額の借金をしている企業は、経済的要因（特に金利）により注意を払う必要がある。
さらに、幅広い製品（Sony、Disney、BPなど）を生産するコングロマリット企業は、PESTELモデルで、部門ごとに一度に1つの部門を分析し、それに関連する特定の要因に焦点を当てた方が便利な場合がある。企業によっては、地域、国内、グローバルなどの地理ごとに要因分析を行う場合もある。